# ادریانا ساموئل
ادریانا ساموئل (انگلیسی: Adriana Samuel؛ زادهٔ april ۱۲, ۱۹۶۶ (۵۸ سال)) بازیکن والیبال ساحلی اهل برزیل است.